# 9GAG
9gag  (prononcé  « nine gag » en anglais) est un site web communautaire humoristique, rédigé généralement en anglais. Il est basé sur le partage d'images et vidéos. Ce site met en ligne un grand nombre de mèmes Internet. C'est le 172e site le plus visité du web en novembre 2016, selon Alexa.

## Historique
Le site a été mis en ligne le 1er juillet 2008 par Chris et Ray Chan, alors étudiants à l'université de Hong-Kong.
Le nom du site provient du fait qu'à son lancement, chaque page contenait neuf publications. Par la suite le déroulement de la page en continu est mis en place.
L'application mobile 9gag est disponible depuis juillet 2012 sur iOS, Android, Windows Phone 8 et BlackBerry 10. L'application conserve les caractéristiques du site et propose des versions « Pro » et « Pro + » payantes qui permettent à l'utilisateur de supprimer les publicités.
La popularité du site augmentait toujours en 2017, totalisant 35,4 millions de likes sur Facebook et 8,34 millions de followers Twitter en février ; il comptait également 40,8 millions de followers sur Instagram en juillet la même année.

## Fonctionnement technique
La communauté 9gag a pour objet le partage de contenu, contrairement à un réseau social axé sur les profils individuels. Les membres inscrits, originaires du monde entier, peuvent ainsi poster en ligne des images, des vidéos au format GIF, voire de courts textes. Ceux-ci sont soumis au vote des autres inscrits dans la page Fresh. Quand un certain nombre de votes est atteint (ce cap varie au fur et à mesure de la sortie des différentes versions du site), le post passe sur la page Trending (tendance en anglais) puis sur la page Hot.

## Controverse autour du caractère commercial du site et des copyrights
Les principales controverses viennent du fait que 9gag est un site à but lucratif. Les créations, qui sont pour une grande partie des reposts (c'est-à-dire des plagiats), étaient par le passé marquées du nom du site alors qu'elles sont destinées à se répandre sur les réseaux, laissant penser que le site 9gag ou ses utilisateurs sont les auteurs du contenu. On retrouve ce tampon sur toutes les anciennes publications.

## Analyse sociologique

### L'humour de 9GAG
Les formes d'humour les plus partagées sur instagram en provenance de 9gag semblent être le sarcasme, la satire, l'ironie, plus rarement le ridicule. Les rares jeux-de-mots sont généralement basés sur les homophonies (en anglais),.

### Construction d'une culture mondiale partagée
La diversité des utilisateurs semble montrer que les références anglo-américaines sont largement accessibles par les internautes du monde entier.
En particulier l'exposition à l'humour complexe et nécessitant des connaissances spécifiques sur internet se révèlerait plus efficace au test d'anglais TOEFL ; c'est le type d'humour que l'on rencontre également sur les sites web comme 4chan, Reddit et 9GAG. Une étude suggère ainsi l'utilisation d'humour ciblé dans les études supérieures d'anglais pour améliorer les performances des étudiants.

### Racisme, sexisme, promotion de la discrimination et de la violence
La communauté 9gag a été considérée comme une expérience culturelle transnationale « palpitante ». Cependant, l'utilisation quasi-exclusive de la seule langue anglaise et le caractère dominant de la culture anglo-américaine (anglo-saxonne) vient modérer cette vision.
L'usage d'autre langues, comme l'espagnol, le français ou l'allemand a été découragé par le système de vote de la plateforme.
Les contributeurs de 9gag seraient contraints par des influences sociales, culturelles et psychologique selon Albin Wagener, qui se base sur la théorie des prédiscours définis par Marie-Anne Paveau en 2006 ; ces prédiscours pouvant parfois les mener à une forme rampante de discrimination. L'auteur, sur un corpus de 446 post analysés en 2012, constate que « le rapprochement entre les différents utilisateurs se ferait aux dépens de certaines catégories sociales ou sociétales, qui se retrouvent ici la cible de moqueries qui, derrière le masque apparent de l’humour partagé, dissimulent mal l’utilisation d’internet comme outil et agent de discrimination. » Plus précisément 11 % des publications sont clairement discriminantes, majoritairement dévalorisant les femmes, la péjoration culturelle et une forme d'« homophobie ordinaire ». 75 % des publications étaient identifiables comme de culture anglo-américaine sur un corpus de 116 publications étudiées.
Une étude avait analysé le contenu du site entre mars et mai 2016 et relevé 56 mèmes à caractère raciste , orientés politiquement pour ou contre la candidature de Donald Trump à élection présidentielle américaine de 2016, contre les blancs, les afro-américains ou islamophobes.
Selon l'écrivain Aurélien Bellanger, sur 9gag, « c’est […]  l’homme universel qui s’exprime, la majorité qui parle, et les minorités, tolérées, ne sont plus trop chez elles — car 9gag est trop démocratique, trop égalitariste pour supporter l’existence de ce qui, dans son monde simple et unanime, contesterait la suprématie éclairée de la masse ».
Dans son article de 2014 « Building Identity and Building Bridges Between Cultures: The Case of 9gag », le linguiste Albin Wagener a examiné 446 articles trouvés sur la page d'accueil de 9gag ; parmi eux, 40 (8,97 %) étaient clairement discriminatoires. La majorité des messages discriminatoires étaient misogynes (57,5 %), suivis par la discrimination culturelle (25 %) et l'homophobie (12,5 %). Selon Wagener, 9GAG unit les gens dans un contexte international, mais à travers un symbolisme masculin et hétérosexuel et une dévalorisation des autres groupes.